# Nederlandse Loterij
Nederlandse Loterij B.V. is een bedrijf dat zijn hoofdkantoor heeft in Rijswijk. Het functioneert als de moedervennootschap van Staatsloterij B.V., Lotto B.V., TOTO Online B.V. en Nederlandse Loterij Organisatie B.V. en organiseert kansspelen in Nederland, waaronder loterijen en de voetbaltoto. Het is voortgekomen uit overheidsbedrijven met een eeuwenlange geschiedenis van het reguleren van kansspelen in dit land. Na de verzelfstandiging in 1992 tot Stichting Exploitatie Nederlandse Staatsloterij was de fusie met Lotto in 2016 een belangrijke ontwikkeling.

## Kansspelen
Anno 2022 organiseert het bedrijf via de dochterondernemingen negen kansspelen. De vermelde jaren zijn de startjaren:
- 1848 – Staatsloterij
- 1974 – Lotto.
- 1993 – Lucky Day, aanvankelijk als Lucky 10
- 1994 – Krasloten, hiervoor is de stichting Nationale Instant-Loterij (NIL) opgericht
- 2012 – Eurojackpot, een Europees gecoördineerd spel, dat begon met zeven landen: Duitsland, Finland, Denemarken, Slovenië, Italië, Estland en Nederland
- 2012 – Miljoenenspel
- TOTO Winkel (uit de SNS-stal)
- 2021 - TOTO Sport
- 2021 - TOTO Casino.

## Vergunningen en procedures
Voor het organiseren van de kansspelen van Nederlandse Loterij, zijn de volgende vijf vergunningen verleend door de Kansspelautoriteit aan Staatsloterij B.V., Lotto B.V. en TOTO Online B.V.:
- Vergunning Staatsloterij B.V. voor Staatsloterij en Miljoenenspel
- Vergunning Lotto 2022 - 2026 voor Lotto, Eurojackpot en Lucky Day
- Vergunning Instantloterij 2022 - 2026 voor Krasloten
- Vergunning Sportweddenschappen 2022 - 2026 voor TOTO Winkel
- Vergunning Kansspelen Op Afstand 2021 - 2026 voor TOTO Sport, TOTO Casino en Winn-itt

Onder het Nederlands recht heeft Nederlandse Loterij een vergunning voor onbepaalde tijd tot het organiseren van kansspelen in de zin van de Wet op de kansspelen (Wok). Sinds 1 oktober 2021 mag de organisatie op grond van de Wet kansspelen op afstand (Koa) ook online gokken aanbieden, zoals casinospelen en live gokken op sportwedstrijden.
De Beschikking Staatsloterij bepaalt in de versie van 1 januari 2022 dat de loterij ten hoogste 69 trekkingen per jaar mag doen tegen een prijs van maximaal dertig euro per heel lot. De loten mogen verdeeld worden, waarbij de prijzen evenredig uitgekeerd worden op de deelloten. De genoemde bepalingen golden identiek in 2018. Het bedrijf heeft geen winstoogmerk en draagt na aftrek van bedrijfskosten en uitgegeven prijzen jaarlijks de netto-opbrengst af aan de Nederlandse staat, met een minimum van 15% van de omzet. Zoals alle Nederlandse organisatoren van kansspelen moet de Staatsloterij de prijzen netto vermelden en uitkeren, dus na verrekening van kansspelbelasting. 
De trekkingen van de loterijspelen worden op grond van de beschikking openbaar en onder toezicht van een notaris gedaan. Wie ten minste 18 jaar oud is, kan ze op aanvraag bijwonen in het hoofdkantoor op Laan van Hoornwijck 55 in Rijswijk. Constateert de notaris onregelmatigheden, dan moet de trekking zo snel mogelijk opnieuw. Bij de verkoop en bij elke trekking moet duidelijk zijn of er sprake is van een universumtrekking en wat er dan gebeurt met de prijzen, want bij deze vorm kunnen er prijzen vallen op onverkochte loten. De Hoge Raad oordeelde in 2015 dat de Staatsloterij hierover misleidende reclame had gebruikt, waarna er de mogelijkheid was voor kopers om geld terug te krijgen. De Stichting Loterijverlies procedeerde over deze kwestie met geld van vele loterijklanten, maar bleek frauduleus te zijn.

## Geschiedenis
De wortels van het bedrijf liggen in de 18e eeuw. In 1726 richt de Nederlandse overheid de Generaliteitsloterij op om de schatkist te spekken en het gokken te reguleren. In 1848 werd de naam Nederlandse Staatsloterij ingevoerd en vanaf toen viel de organisatie bijna anderhalve eeuw direct onder de Minister van Financiën. Voor de verzelfstandiging van dit overheidsbedrijf richtte de minister in 1992 de  Stichting Exploitatie Nederlandse Staatsloterij op, zoals vastgelegd is in de gelijknamige wet, die ook overgang van ambtenaren naar de stichting regelt. De Staatsloterij en het Miljoenenspel worden door de stichting georganiseerd, zoals gespecificeerd in de wet: De stichting […] heeft […] tot doel het organiseren van de Staatsloterij, het organiseren en houden van andere kansspelen, het verlenen van diensten aan derden bij de organisatie van kansspelen en het in samenwerking met derden organiseren van kansspelen [….].
In 2000 gaat Stichting Nationale Instant-Loterij samen met Stichting de Nationale Sporttotalisator, dat sinds 1961 de voetbaltoto organiseert. Dat bedrijf was als overheidsinstelling opgericht om onder de toen ingevoerde nieuwe loterijwet de toto over te nemen waar de KNVB in 1957 mee was begonnen.